# Ramón Vega
Ramón Vega (Ramón Luis Vega Zayas; * 1. November 1939 in Juana Díaz; † 6. September 2007 ebd.) war ein puerto-ricanischer Sprinter.
1959 gewann er bei den Panamerikanischen Spielen in Chicago Bronze in der 4-mal-400-Meter-Staffel und wurde Fünfter über 200 m mit seiner persönlichen Bestzeit von 21,3 s.
Bei den Olympischen Spielen 1960 schied er über 200 m und in der 4-mal-400-Meter-Staffel jeweils im Vorlauf aus.